# Голяши (Мегорское сельское поселение)
Голяши — деревня в Вытегорском районе Вологодской области.
Входит в состав Мегорского сельского поселения (с 1 января 2006 года по 30 мая 2013 года входила в сельское поселение Коштугское, с точки зрения административно-территориального деления — в Коштугский сельсовет.
Расстояние по автодороге до районного центра Вытегры — 71 км, до центра муниципального образования села Мегра по прямой — 28 км. Ближайшие населённые пункты — Коштуги, Межозерье.
По переписи 2002 года население — 1 человек.